# Ґустав Шюрґер
Ґустав Шюрґер (нім. Gustav Schürger, 4 січня 1908 — 10 червня 1969) — німецький ватерполіст.
Срібний призер Олімпійських Ігор 1936 року.